# Ermida de Santo António da Grota

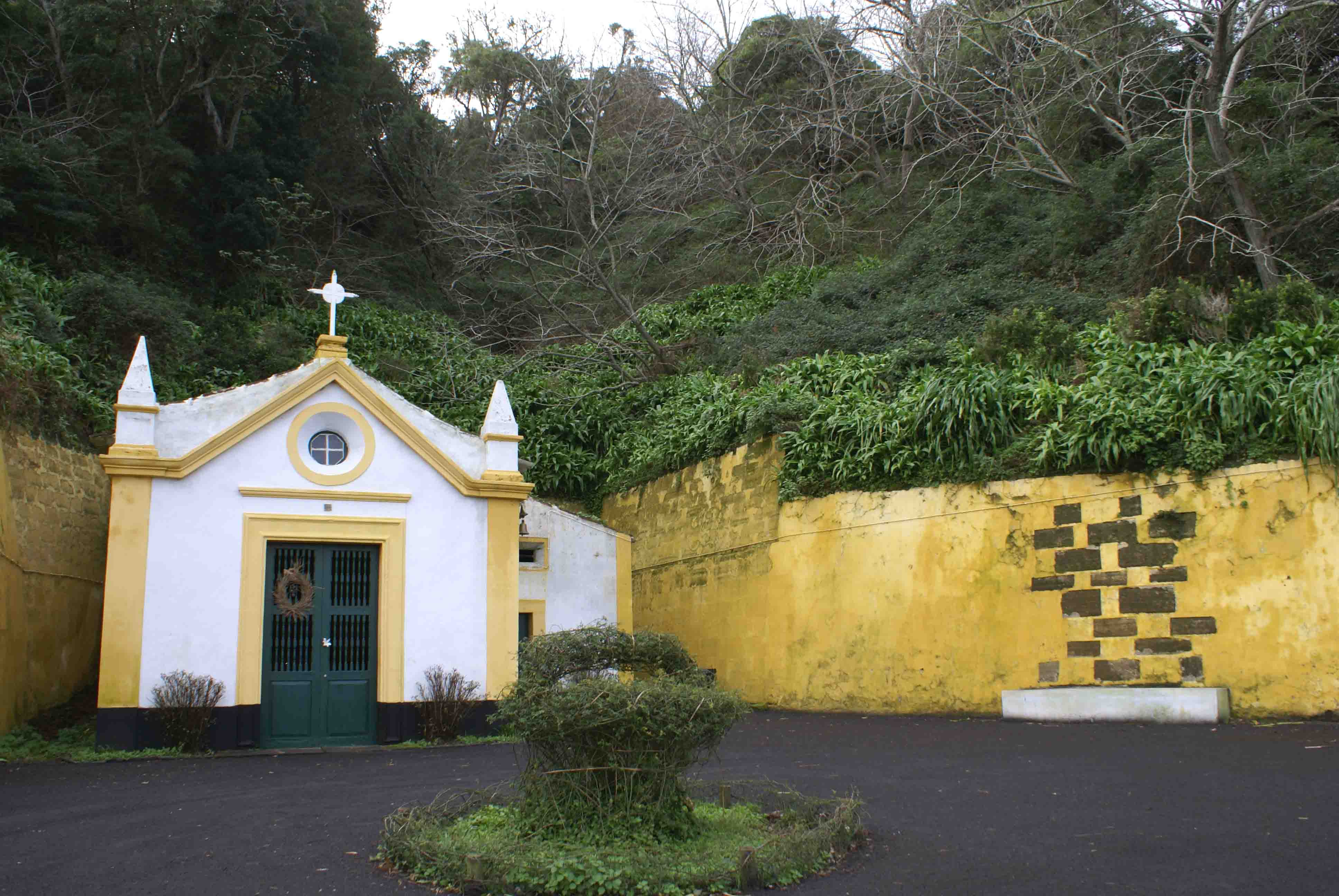
Ermida de Santo António.

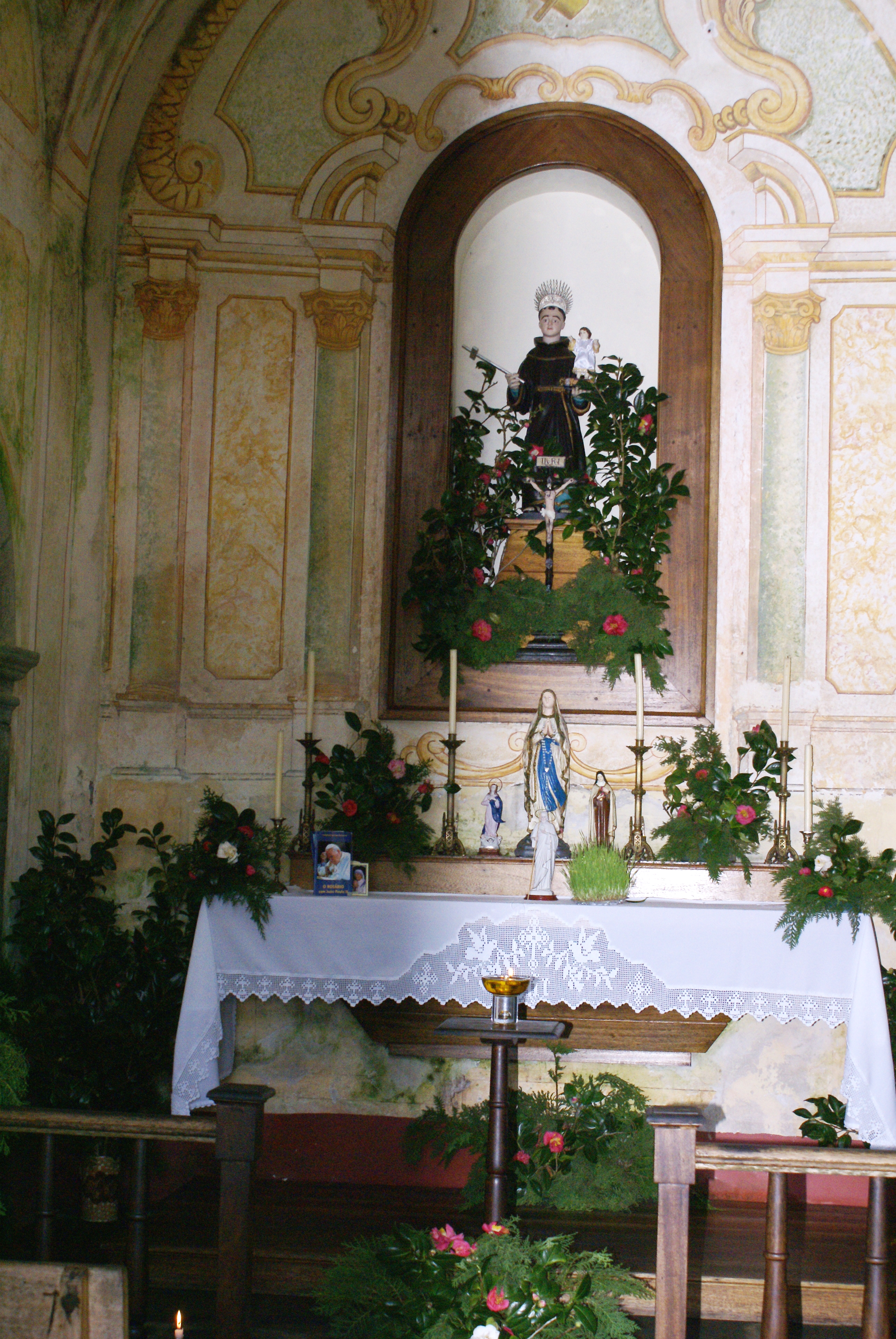
Ermida de Santo António da Grota, altar.

A Ermida de Santo António da Grota é uma ermida portuguesa localizada no Monte Brasil, Ilha Terceira, à cidade de Angra do Heroísmo, tendo feito parte da Diocese de Angra do Heroísmo.
Esta ermida foi edificada no Monte Brasil, sendo que para lá se chegar é necessário entrar Fortaleza de São João Baptista pelo Nascente e ultrapassar a casa da guarda na direcção do Monte Brasil propriamente dito.
Aqui encontra-se uma estrada onde está a Ermida de Santo António por proximidade chamada da grota, porque ela realmente lá existiu em tempos recuados. Trata-se de uma ermida simples e modesta, ajudada pelo realce e graça de ficar na encosta do Monte Brasil por entre o denso e verdejante arvoredo.
Segundo informa o Dr. Alfredo da Silva Sampaio, com base em DRUMMOND ("Anais da Ilha Terceira"), esta ermida foi edificada em 1615 pelo então Governador da Fortaleza de São João Baptista, D. Gonçalo Mexia. Sendo esta data também informada por gravura em pedra por cima da porta de entrada.
O motivo que levou à construção desta ermida parece ter sido a devoção do seu fundador por Santo António.
Destaca-se no meio do verde, podendo ser vista de grande distância, sendo descrita pelo padre Manuel Luís Maldonado do seguinte modo:
«Na circunvalação do Monte do Facho existe fronteira ao Porto de Angra uma quinta de recreação que se diz a grota em que há uma ermida de Santo António hoje reputada por a mais recreativa de todas as da Ilha, e a ter água nativa não houvera no mundo outra que se lhe avantajasse pelos galanteios com que está ornada a via por onde se comunica composta de uma que se forma em duzentas e tantas colunas inteiras pela frente exterior e outras tantas meias que lhes correspondem sobre as quais se armam as travessas das latadas, de que é composta e o chão calçado de seixo miúdo guarnecido com lajeamento em quartéis que fortificam fixo e permanente.
No pátio, ou adro da ermida, sita em um grotilhão que divide os montes das cruzes e do Facho em razão do qual se impôs a esta quinta o nome de grota, começa uma escada com quatro tabuleiros quadrados com suas pirâmides nos ângulos, em que há degraus de pedra e a superfície de seus contrafortes, povoada toda de plantas de flores de toda a variedade. Esta escada se remata em um jardim onde estão fabricados três chafarizes de chuveiro, e um penhasco de esguichos que chamam lágrimas, e no alto delas duas cisternas nas quais se recolhem as aguas das chuvas do Inverno, e destas por uns alcatrazes e arcas que se fecham e abrem se lançam as águas nos ditos chafarizes que postos em corrente ficam fazendo uma vista tão agradável que todos enleva.
Nos lados desta obra que correspondeu aos altos da ermida estão dois baluartes correspondentes um ao outro, guarnecidos com suas artilharias em que há dez peças de menor calibre com as quais se fazem as salvos particulares que parece dos governadores»
Esta transcrição leva-nos a saber tudo o que existia à volta da ermida de Santo António, que ficou célebre e chegou até aos nossos dias, tendo no entanto desaparecido a mencionada quinta.
Nesta ermida estabeleceu-se e funcionou uma Irmandade composta apenas por militares do castelo, a qual contribuía com a mensalidade de quatro mil reis (moeda da altura) para dispor de um capelão e custear a tresena e festividade do orágo. Esta confraria extinguiu-se em 1768 e, desde 1787, por mandato governamental, essas despesas ficaram a cargo da Fazenda Real, o que até 1822 se observou.
Em 1823 o corregedor opôs-se a que a dita Fazenda Real incumbissem as expensas, do facto resultando que a festa não se realizar nesse ano. Foi o Tenente General Francisco de Borja Garção Stockler, que expondo o caso a D. João VI, consegui o recomeço das celebrações com a dotação régia de trinta e tantos mil reis.
Anos depois a ermida passou a servir de arrecadação, interrompendo-se assim a festividade que era costume realizar-se.
Terminadas as lutas liberais, voltaram a realizar-se festas nesta capela, sem no entanto ser com a regularidade dos tempos anteriores.
Foi o Governador do Castelo, Francisco de Paula Cárceres, quem encontrou a imagem de Santo António na Ermida do Espírito Santo (Angra do Heroísmo), na Rua do Pintor, e resolveu de novo transferi-la para a sua ermida.
Assim, voltaram a fazer-se festas pelos militares da Fortaleza de São João Baptista durante longos anos, havendo às vezes procissão.
O controlo das festas na ermida passou depois à Junta Geral do Distrito de Angra do Heroísmo.
Actualmente a ermida apresenta uma única porta de entrada bastante ampla, vendo-se em cima uma pequena clarabóia de cada lado, na parte interior, encontram-se numerosos e artísticos azulejos representando Santo António a pregar aos peixes e guardando os pássaros.
Ao fundo está o altar com a imagem de Santo António, vendo-se na capela duas pequenas janelas ou frestas e dois pequenos arcos. Dividindo a ermida encontra-se outro arco mais alto e amplo. Tem ainda uma sacristia do lado direito e duas grandes janelas laterais, tudo remata com um espaçoso adro, donde se desfruta um vasto e belo panorama sobre a cidade de Angra do Heroísmo e várias freguesias rurais.